# Osservatorio SARA
L'osservatorio SARA è un osservatorio costituito da tre telescopi situati in tre diverse località.

## Sviluppo
Il SARA (Southern Association for Research in Astronomy) è un consorzio nato nel 1989, costituito da diversi college e università in collaborazione con l'osservatorio Lowell, l'Instituto de Astrofísica de Canarias e il Chilean National Telescope Allocation Committee. Ogni istituzione dispone di una frazione di tempo in base al proprio contributo finanziario, con il principale interesse al coinvolgimento degli studenti universitari.
Il primo telescopio è stato acquisito a Kitt Peak nel 1995, dove si stava per togliere due telescopi di 0,9 m, dei quali l'altro costituisce il secondo telescopio WIYN. Nel 2010, in accordo con l'osservatorio Lowell, è stato acquisito a Cerro Tololo il secondo telescopio, del diametro di 0,6 m e ora chiamato SARA CT. Dal 2015 a Roque de los Muchachos il consorzio dispone anche del telescopio Jacobus Kapteyn, costruito nel 1984 e del diametro di 1 m.

## Galleria d'immagini

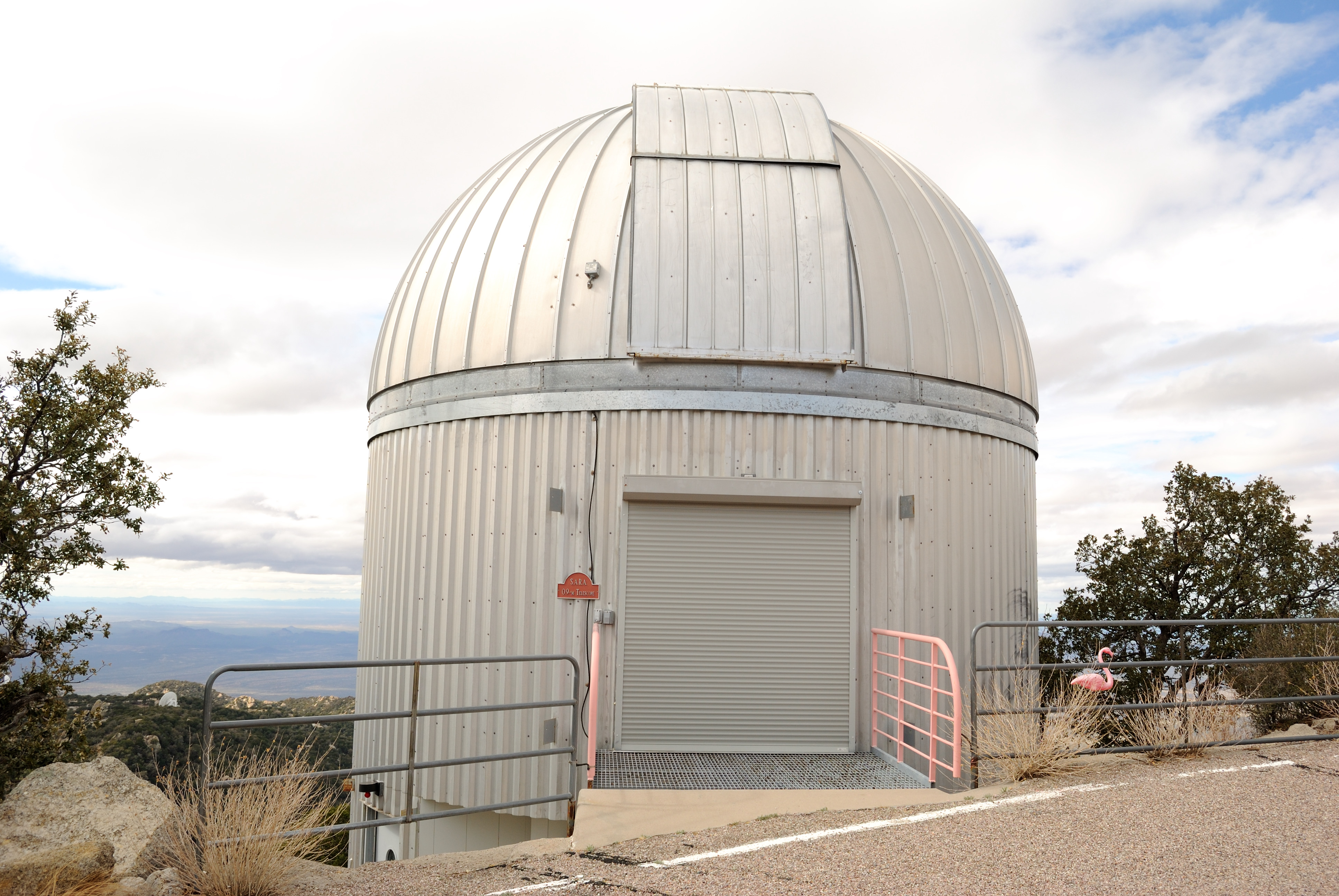
Cupola del telescopio di Kitt Peak
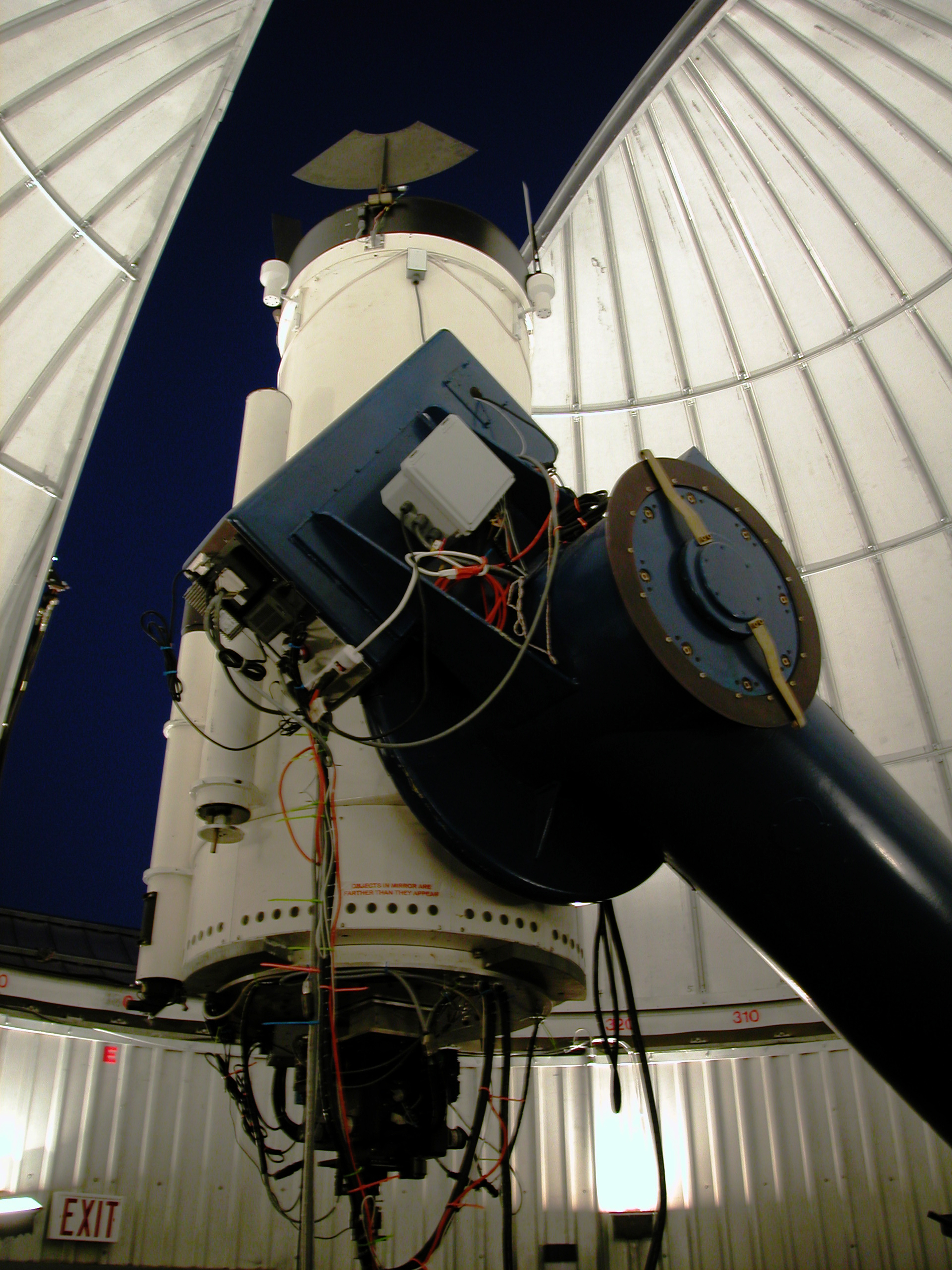
Telescopio di Kitt Peak
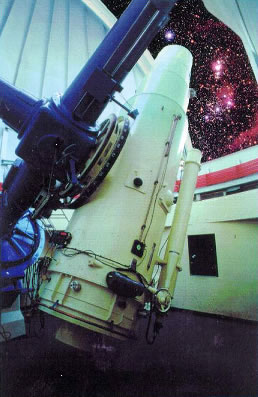
Telescopio di Cerro Tololo
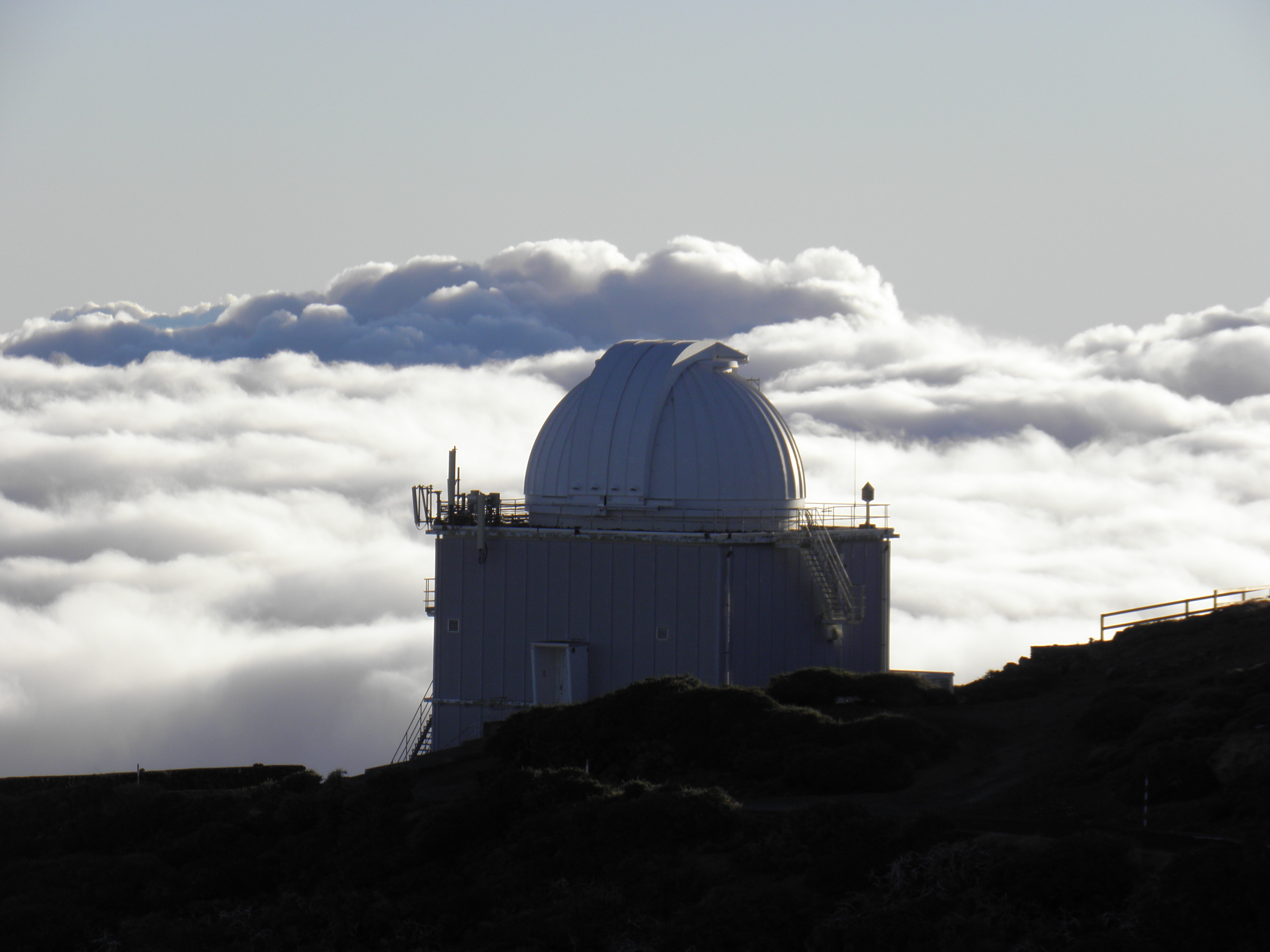
Cupola del telescopio Jacobus Kapteyn
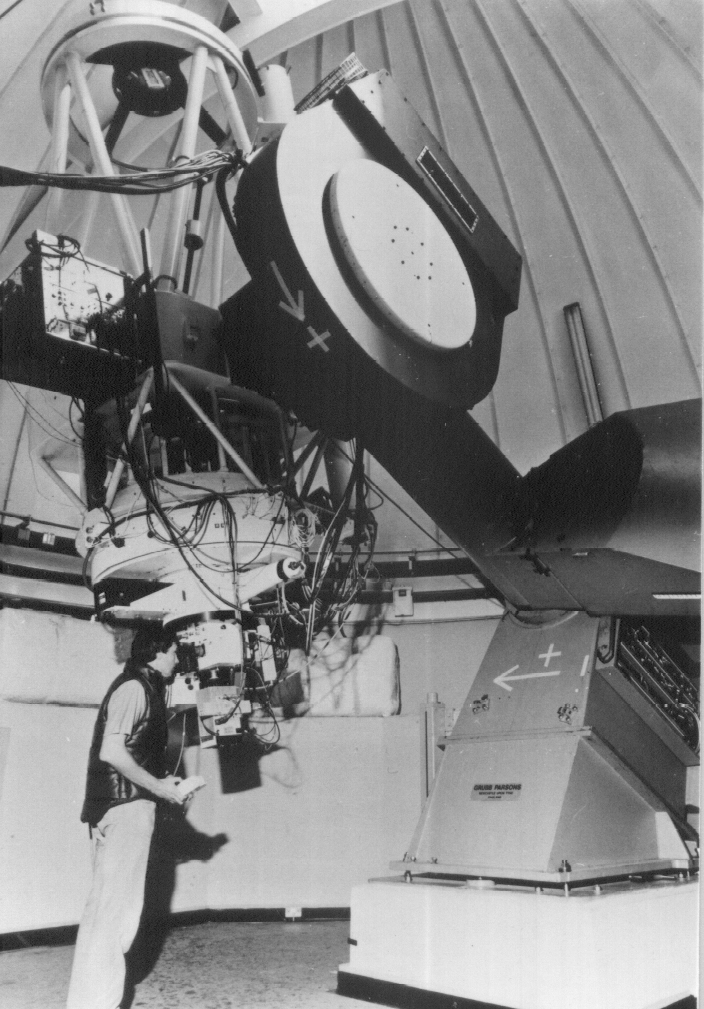
Telescopio Jacobus Kapteyn